# نقشه‌نگاری

The نزهة المشتاق فی اختراق الآفاق, رسم‌شده توسط شریف ادریسی م. ۱۱۵۴

نقشه‌نگاری یا کارتوگرافی (به فرانسوی: Cartographie) علم و هنر ترسیم نقشه‌های زمین است. در معنای عام به تمامی عملیات نقشه‌برداری (عملیات صحرائی و دفتری و…) نقشه‌نگاری نیز گفته می‌شود. واژه کارتوگرافی از دو کلمه Carte graphie تشکیل یافته است که Carte یا Cartogram به معنی نقشه (آماری جغرافیایی) و graphie به معنی ترسیم کردن است؛ بنابراین کارتوگرافی دانش تهیه نقشه است و از آنجا که نمی‌توان قسمتی از سطح کره زمین را به اندازه واقعی خود بر روی صفحه‌ای تصویر کرد باید عوارض و پدیده‌های مختلف زمین را به نسبت معینی کوچک نمود و این عمل براساس مبانی و اصول کارتوگرافی به نحوی انجام می‌گیرد که کاربران با توجه به نسبت کوچک شده و مشخصات فنی آن بتوانند به مقدار اصلی کمیت پی‌ببرند. نقشه‌نگاری هنر، علم و فن تهیه انواع نقشه است که طی مراحل مختلف اندازه‌گیری و محاسبه و ترسیم بخشی یا تمام سطح کره زمین را بر سطحی مستوی با تکیه بر اصول ریاضی و تناسب هندسی به نمایش درمی‌آورد. تا در ساختار اقتصادی، فرهنگی، دفاع ملی، روابط بین‌الملل، تعلیم و تربیت، جهانگردی و موارد متنوع دیگر مورد استفاده قرار گیرد.
مردمان تمدن حاشیهٔ رودهای دجله و فرات و اروند رود جزو قدیمی‌ترین متخصصان در زمینه نگارش نقشه جغرافیایی هستند. مصری‌ها نیز در این مورد جایگاه خاصی دارند. در گذشته نقشه‌ها با مداد و کاغذ ترسیم می‌شدند ولی گسترش توانایی‌های رایانه‌ها، نقشه‌نگاری را دگرگون کرده است. هم‌اکنون بیشتر نقشه‌های فنی و تجاری توسط نرم‌افزارهای نقشه‌کشی و نقشه‌نگاری تهیه می‌گردند. در بسیاری از کشورها هنوز هم نقشه‌های جغرافیایی از طبقه‌بندی محرمانه برخوردارند. اگرچه برنامه گوگل ارث این طبقه‌بندی کلاسیک را تا حدی بی‌معنا ساخته اما هنوز هم حساسیت‌هایی روی نقشه‌ها وجود دارد. در زمان‌های قدیم نقشه فقط برای فرماندهان درجه اول یا پادشاهان و رهبران تهیه می‌شد و به صورت محرمانه نگهداری می‌شد. اما امروزه نقشه به راحتی در اختیار همگان قرار دارد، حتی نقشه‌هایی با مقیاس‌های بسیار حساس و دقیق که در آن‌ها پایگاه‌ها، میله‌های مرزی یا نیروهای نظامی قابل مشاهده است.

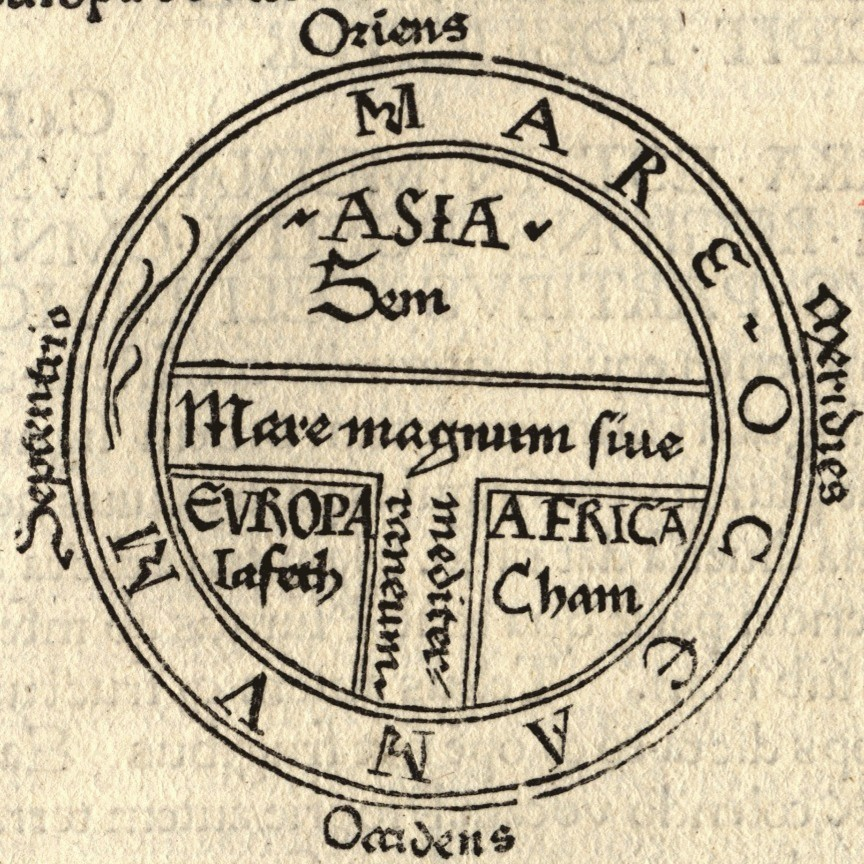
Copy (1472) of St. Isidore's نقشه جهان

در بازدید از موزه نقشه‌های قرون گذشته، انسان ناخودآگاه چنان در برابر شاهکار دقت، هنر و آراستگی کار نقشه نگاران باستان شیفته می‌ماند که از هدف واقعی آنان یعنی تقدیم نقشه به پادشاهان و امرا که قلمرو سرزمینی را اختیار و اداره و دفاع از آن را بر عهده داشته‌اند، فراموش می‌نماید.

## نقشه‌های سبک بطلمیوس
نقشه‌های نخستین بار به سبک بطلمیوس کشیده شدند بطلمیوس نقشه‌هایی هستند که جهان را به صورت تصور اولیه انسان از زمین ترسیم کرده‌اند در این نقشه‌ها فقط قاره‌های اروپا - آسیا و آفریقا آن‌هم به صورت ناقص وجود دارد. خلیج فارس مربع شکل است و دریای احمر و اقیانوس هند متفاوت با واقعیت امروزی و واقعیشان می‌باشند. در رابطه با تاریخ کارتوگرافی کتاب‌ها و اطلس‌های متعددی چاپ شدند.
این اطلس نقشه‌ها را بر اساس تاریخ ترسیم آن‌ها آورده و چگونگی تکامل و دقیق‌تر شدن آن‌ها را با استناد به نقشه‌ها توضیح داده است. اطلاعات موجود در نقشه‌های جهان‌نما تا سال۱۷۰۰میلادی همچنان فراتر از ۷ دریا و ۷ اقلیم نرفته و به سبک قدیم و سبک جغرافیا نویسان مسلمان بدین ترتیب بوده است: چین در شرق، روس در شمال، فرانک در اروپا و افریقیه در جنوب. لبه‌های پایانی دنیا و دریای محیط به دور دنیا و کوه قاف حلقه پایانی دنیای سینی شکل است. حدود سال ۱۷۵۳میلادی نیکلاس دیفر (۱۶۹۴–۱۷۵۴م) اولین بار نقشه جهان را تقریباً به شکل امروزی ترسیم کرده است.

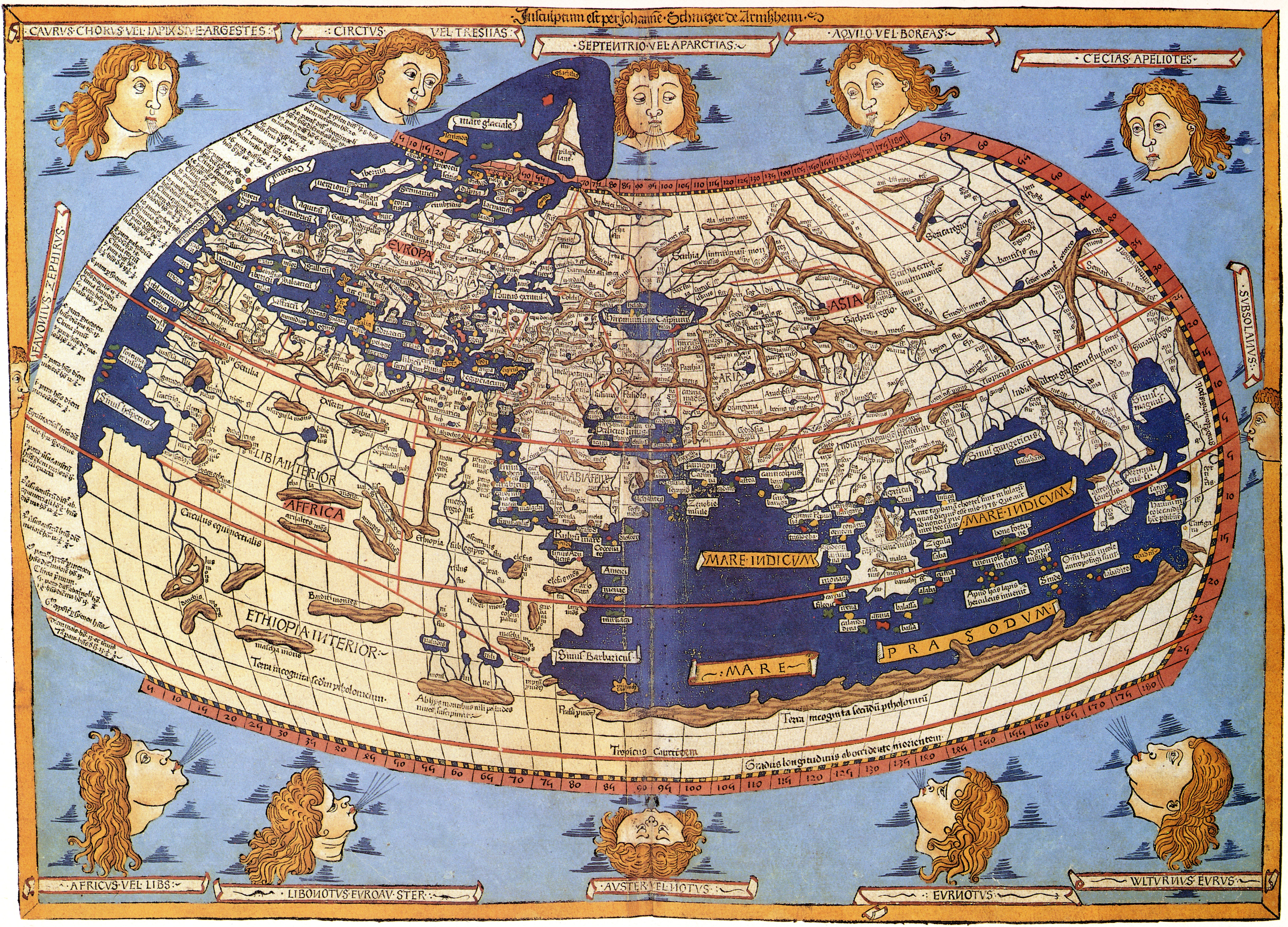
تصویری قرون وسطایی از اکومن (۱۴۸۲, یوهانس اشنیتزر، engraver), جغرافیا (بطلمیوس)

. توضیح چند نقشه از اطلس تونس:جرارد ون شاگن نقشه‌نگار هلندی در سال۱۶۸۹ (میلادی) و در آمستردام نقشه‌ای از جهان ترسیم کرد.
این نقشه به سبک کنده‌کاری با فلز مس و رنگ‌کاری دستی تزئین شده است. نقشه مس‌آرایی شده، نقشه‌ای کمیاب است. فقط یک رونوشت از آن در دانشگاه آمستردام موجود می‌باشد و نسخه‌ای مشابه در کتابخانه‌های آمریکا ندارد. 
خلیج پارس به زبان لاتین قدیمی: Sinus Persicus امروزه:Sinus Persici در نقشه آورده شده است. ابعاد اصلی نقشه ۴۸٫۳ در ۵۶ سانتی‌متر می‌باشد.

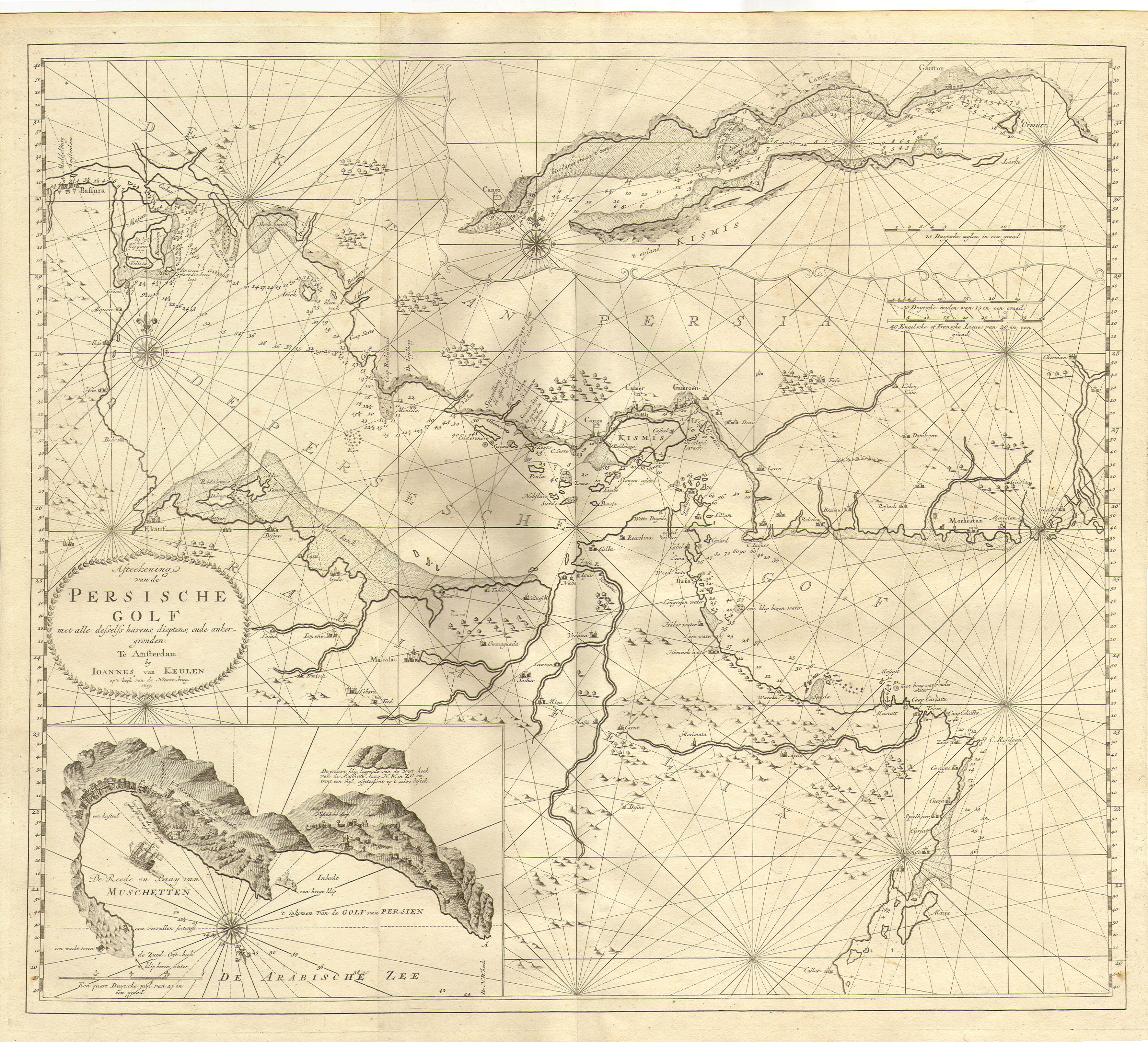
نقشه ۱۷۵۳

در سال ۱۷۵۳ میلادی در آمستردام پایتخت هلند نقشه‌ای منتشر گردید که منحصراً مربوط به خلیج پارس بود. در این نقشه از خلیج فارس با نام Persische Golf یاد شده است. . نقشه یادشده در اطلس تونس وجود دارد.
در سال۱۵۰۲ میلادی نقشه‌ای ترسیم شد که از شرق تا غرب همه مستعمرات پرتغال در آن درج شده بود. در نقشه ۱۵۰۲ کانتینو نام خلیج فارس و دریای سرخ موجود است.
|                                                       |  |  |
| نقشه جهان‌نمای کانتینو. نام خلیج فارس در نقشه کانتینو. |  |  |

اناکسیماندر (۶۱۰–۵۴۶ ق. م)، (به انگلیسی: Anaximander)، جغرافیدان یونانی در نقشه جهان خود از خلیج پارس نام برده است. این اثر در کتاب Kleinere schriften، اثر (Joachim Lelewel (1836 آورده شده است.
هکاتئوس (۵۵۰–۴۷۶ ق. م)، (به انگلیسی: Hecataeus)، از سرشناس‌ترین جغرافیدانان یونانی آن زمان نقشه‌ای از جهان ترسیم کرده است که آب‌های اقیانوس پیرامون خشکی‌ها را گرفته‌اند و در این نقشه نام خلیج پارس دیده می‌شود.
.
کلودیوس پتوله یا بطلمیوس (۹۰–۱۶۸ میلادی)، (به انگلیسی: Claudius Ptolemy)، منجم و جغرافیدان مشهور اسکندریه، نخستین کسی است که اطلسی شامل ۳۶ نقشه از نقاط مختلف جهان تهیه می‌کند که در آن آب‌های جنوب ایران را سینوس پرسیکوس که به معنی خلیج پارس است، نامیده است.
نقشه والدسیمولر که توسط نقشه‌نگار آلمانی با نام مارتین والدسیمولر ترسیم شده است، این نقشه در آوریل ۱۵۰۷ میلادی منتشر شده است.
|                                       |  |  |
| نقشه والدسیمولر (سمت چپ) . (سمت راست) |  |  |

نقشه پیترو کوپو نقشه‌ای است که در سال ۱۵۲۰ میلادی ترسیم شده است.
|                                                                       |  |  |
| نقشه ایتالیایی پیترو کوپو (سمت چپ) نام خلیج فارس آشکار است (سمت راست) |  |  |

| |  |  |
| نقشه ۱۶۸۹ (سمت چپ) نام خلیج فارس است به زبان لاتین قدیمی: Sinus Persicus امروزه:Sinus Persici در نقشه آورده شده است. (سمت راست) |  |  |

در خلال سال‌های ۱۷۰۰ تا ۱۷۲۰ میلادی، نقشه‌کش آلمانی به نام جووان باپتسیت هومان نقشه‌ای از ایران و کشورهای اطرافش ترسیم کرد. .

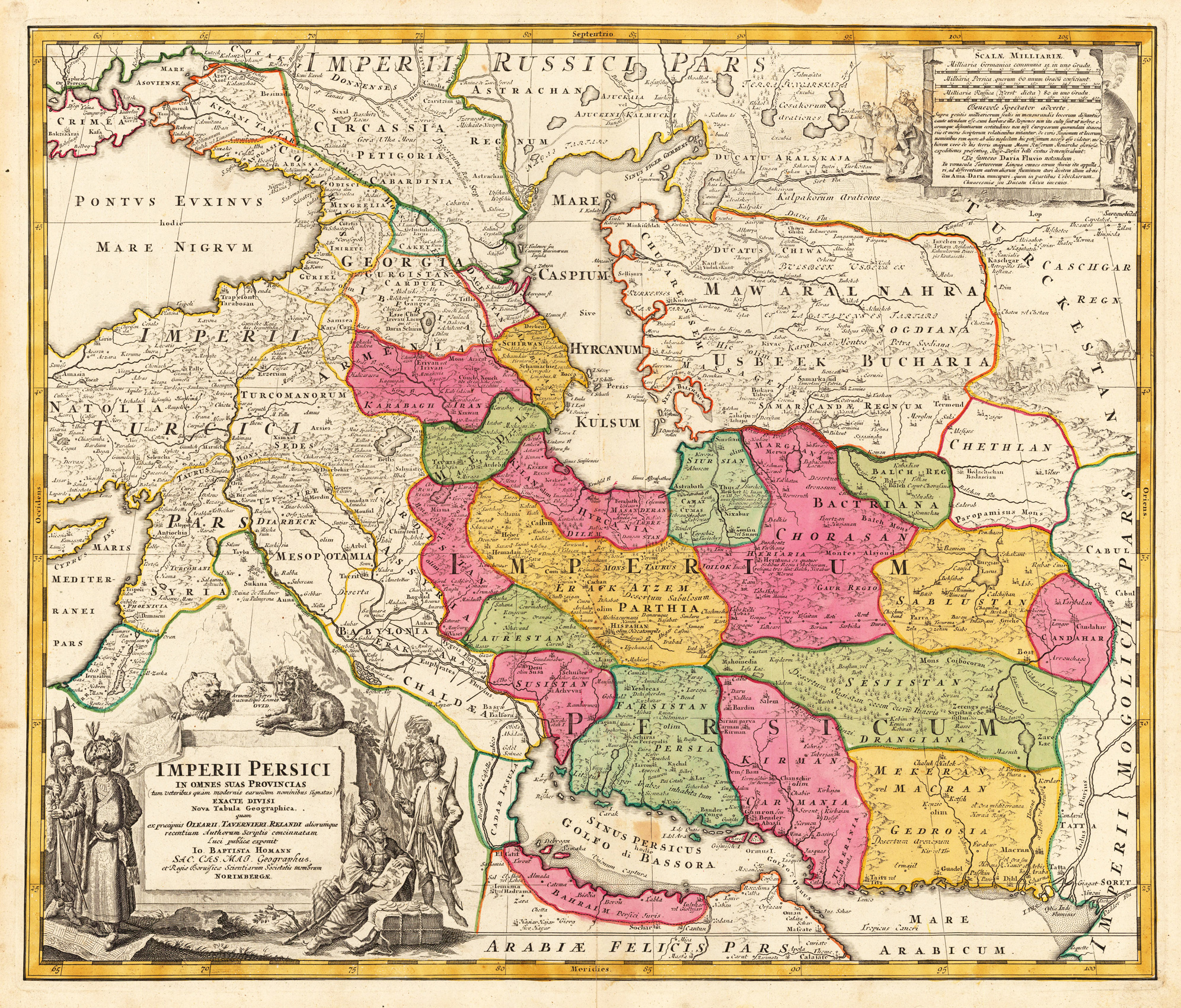
نقشه امپراطوری ایران که بین سال‌های ۱۷۰۰ تا ۱۷۲۰ میلادی ترسیم شده است.

## نقشه‌های مدرن

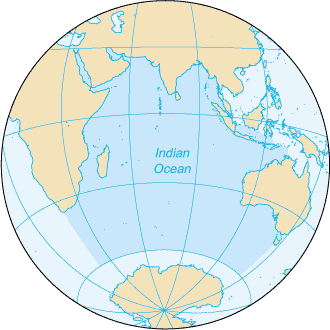
نقشه اقیانوس هند

- کارتوگرافی امروزه از پیشرفته‌ترین تکنیک‌ها استفاده می‌کند ماهواره و جی‌پی‌اس کمک بزرگی به نگارگران نشانه‌های طبیعی می‌کند.
  - نقشه‌های منطقه‌ای
- نقشه‌های کشوری
- نقشه‌های جهان
- نقشه‌های ماهواره‌ای

## نگارخانه نقشه‌ها سبک بطلمیوسی و سبک مدرن

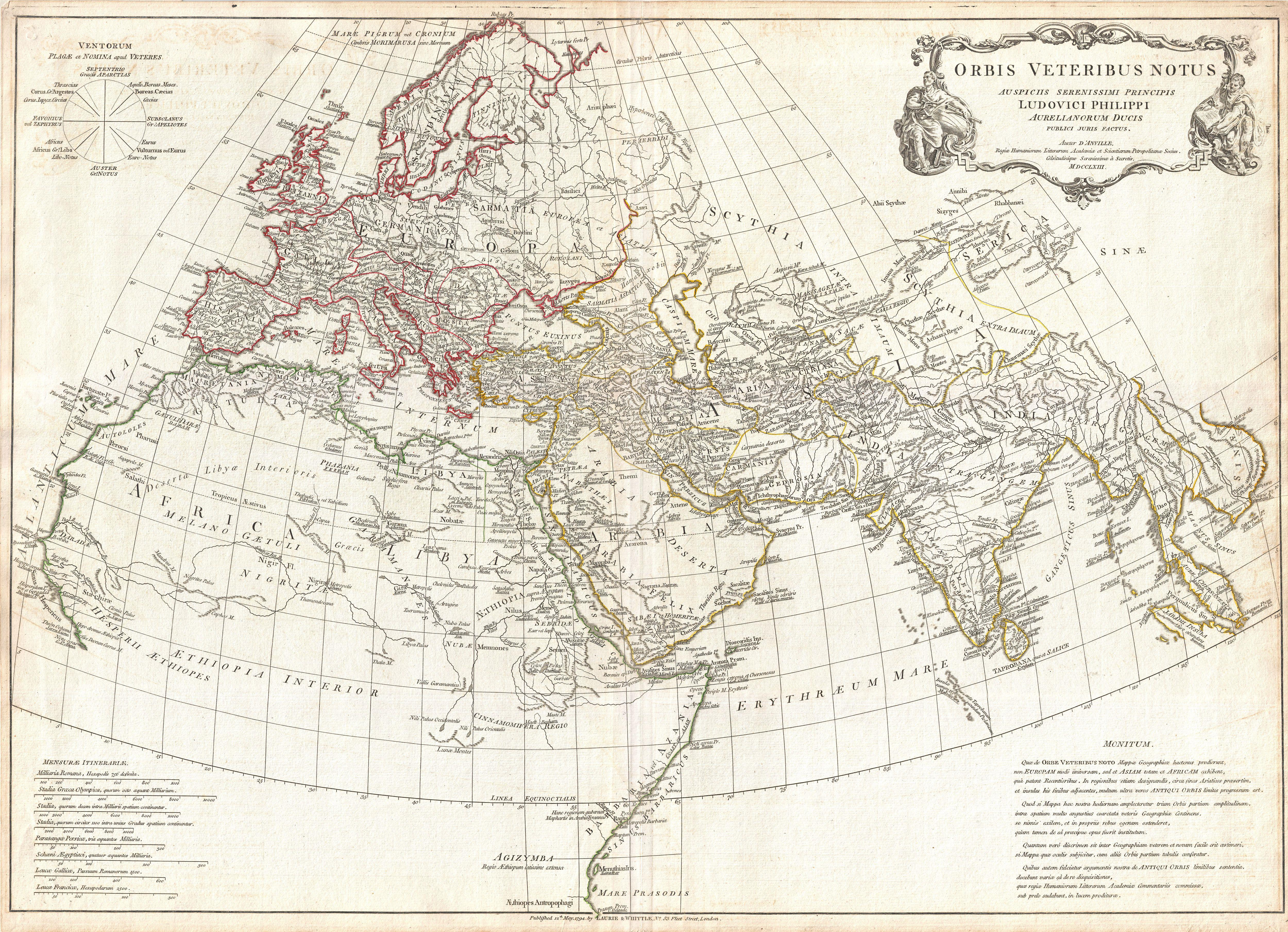
۱۷۹۴ میر اریترا - سینوس پرسی -جهان قدیم

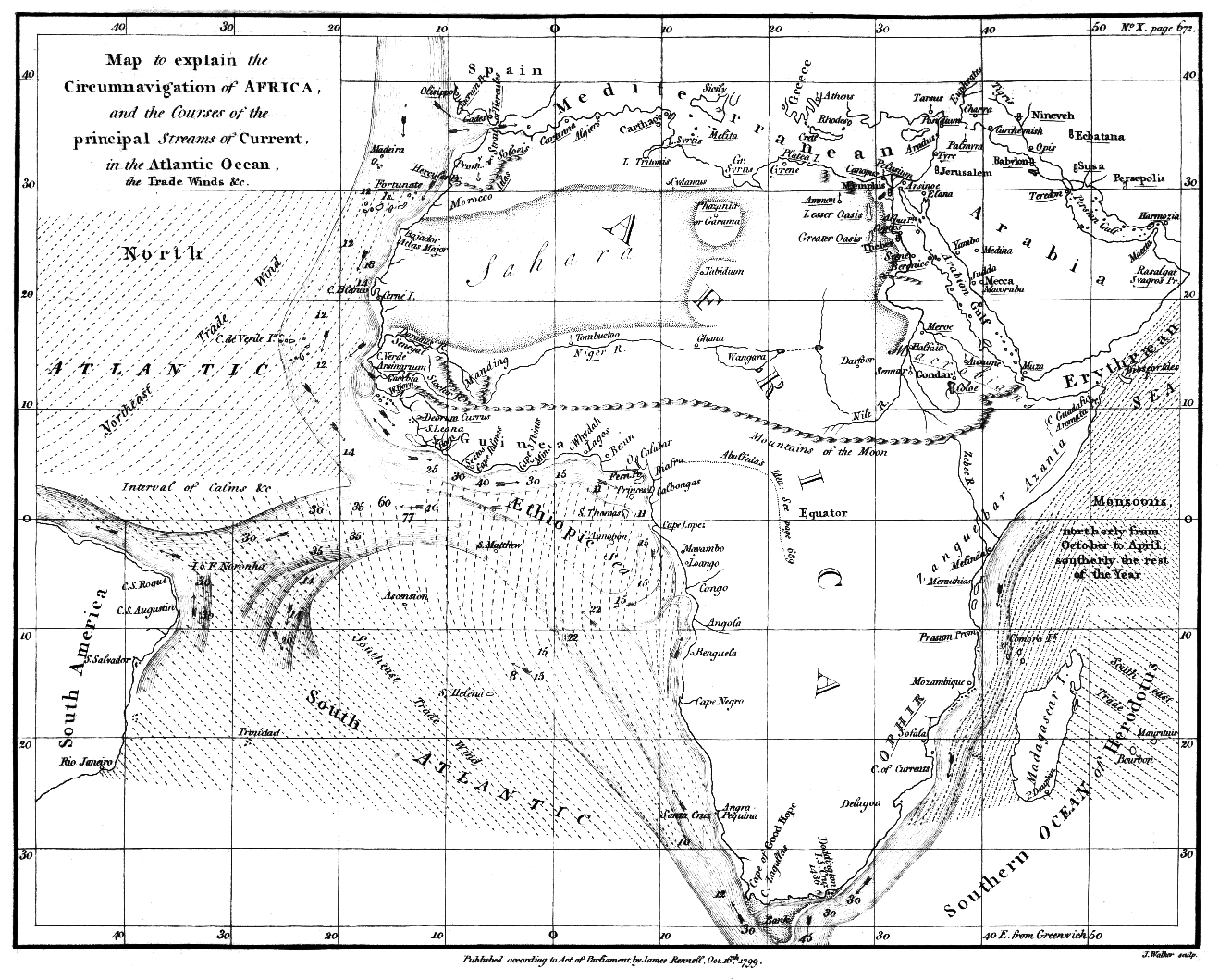
نقشه توسط جیمز رنل، ۱۷۹۹.

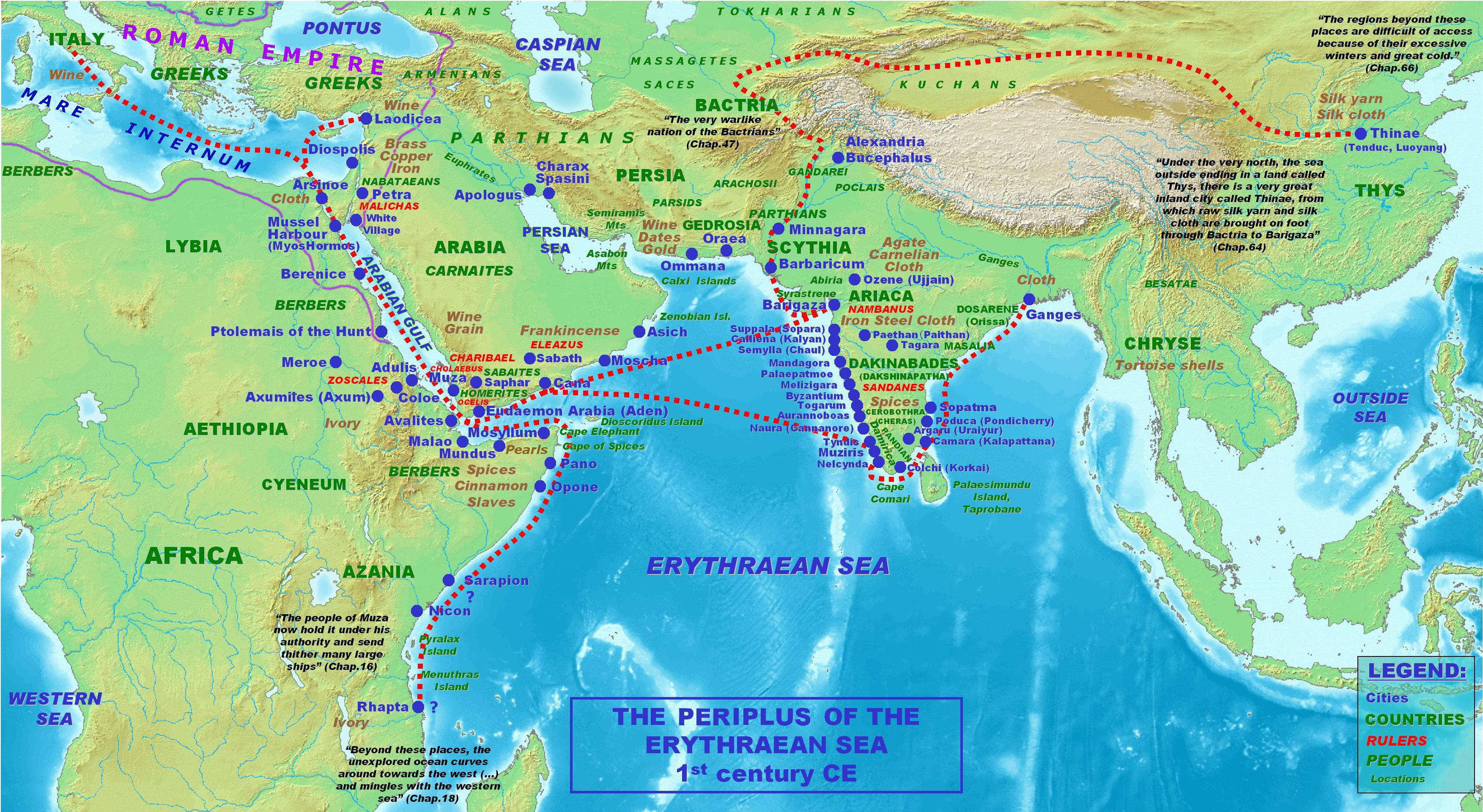
نام‌ها، دریای اریترا+پرشن سی

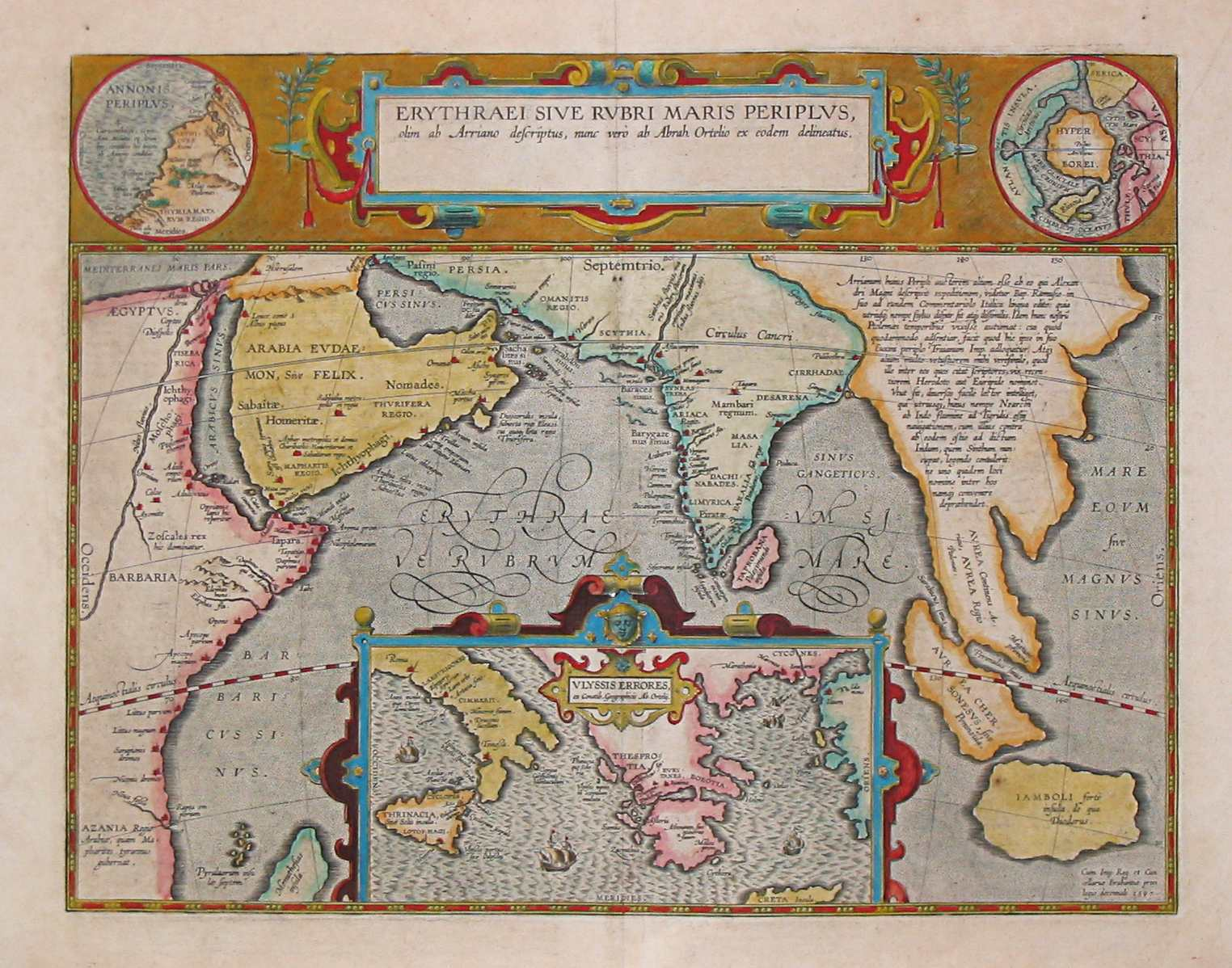
۱۶۰۰سینوس پرسی

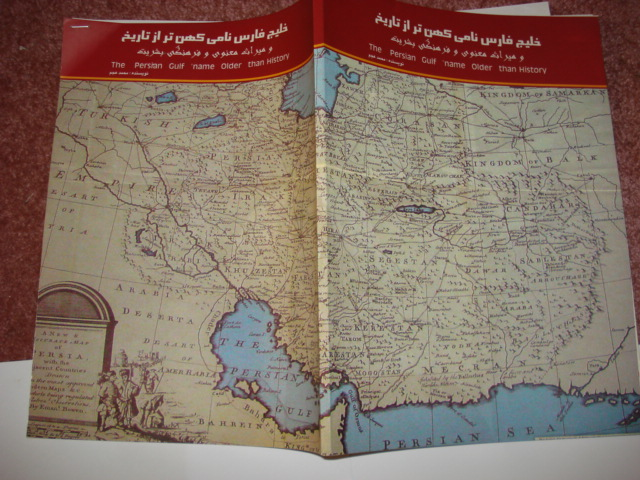
دریای پارسی

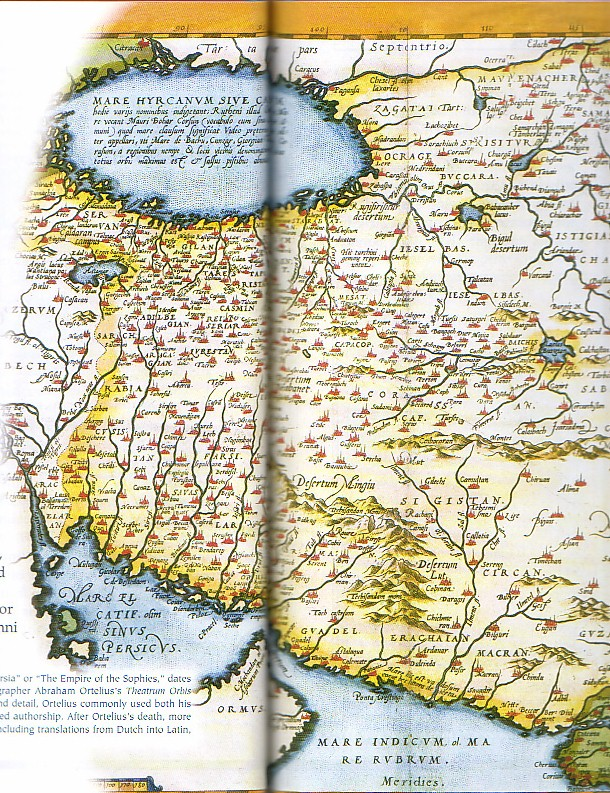
نقشه‌ای که توسط کارتوگرافر آلمانی آبراهام ارتلیوس ترسیم شده که در نخستین اطلس نوین در میان سال‌های ۱۵۷۰ تا ۱۶۲۴ چاپ شده است.
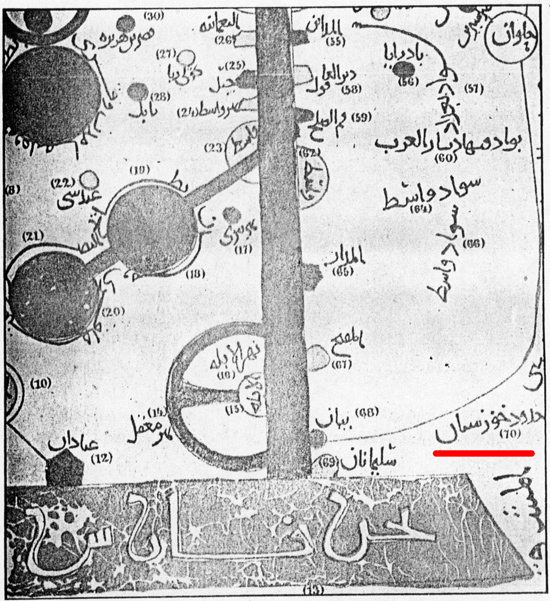
نقشه‌ای که توسط اصطخری جغرافیدان ایرانی در قرن ۹ میلادی در کتاب الاقالیم رسم شده است، .
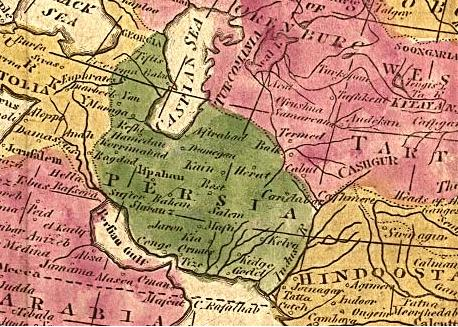
نقشه بریتانیایی چاپ ۱۸۰۸ میلادی .
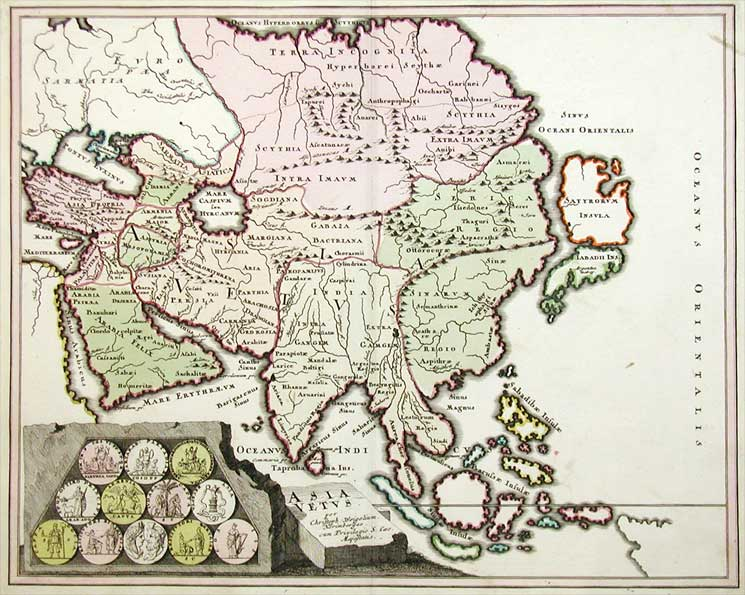
نقشه‌ای اروپایی از سال ۱۷۱۹ میلادی .
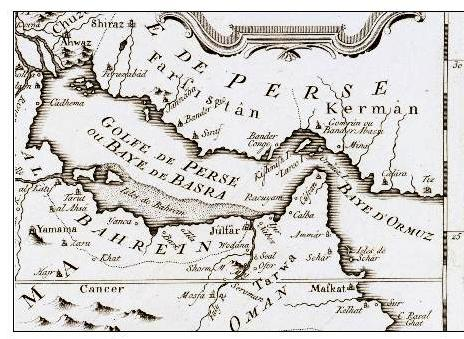
نقشه تاریخی به زبان فرانسه
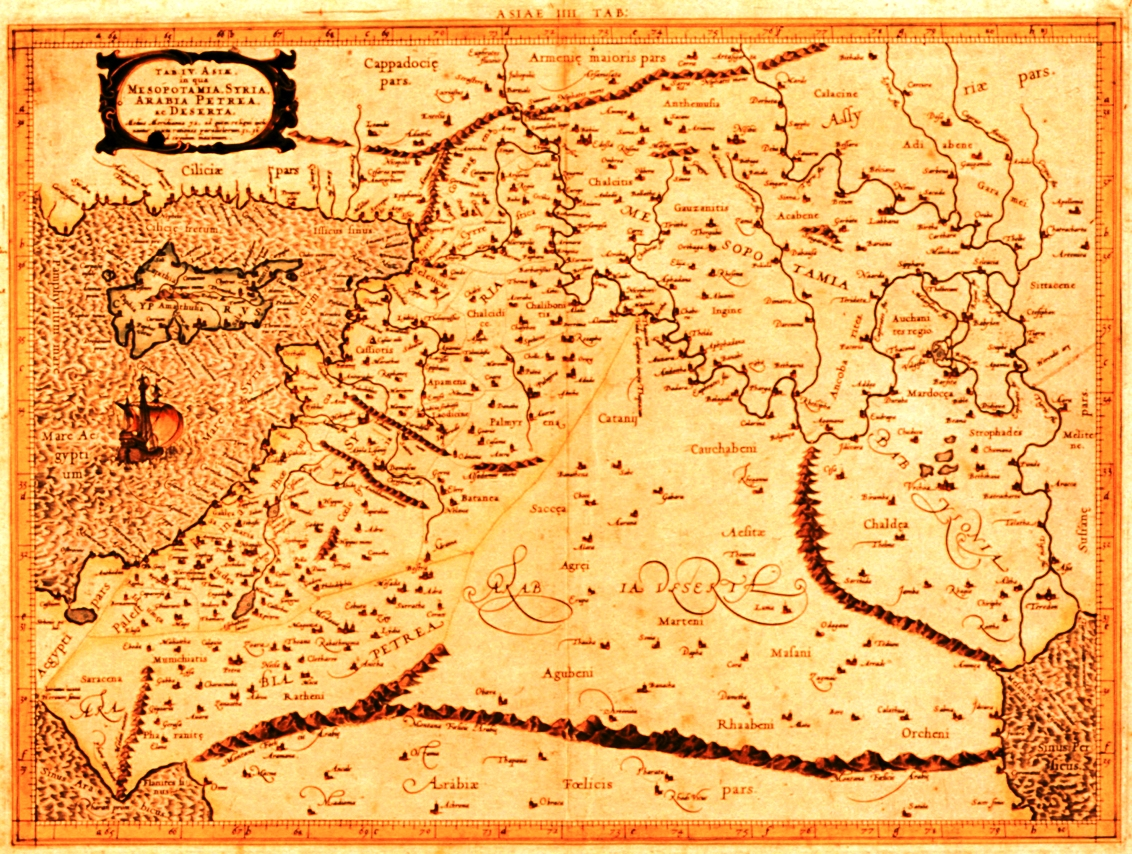
نقشه‌ای اروپایی از قرن ۱۶ میلادی؛ Sinus Persicus در سمت راست پایین نقشه دیده می‌شود
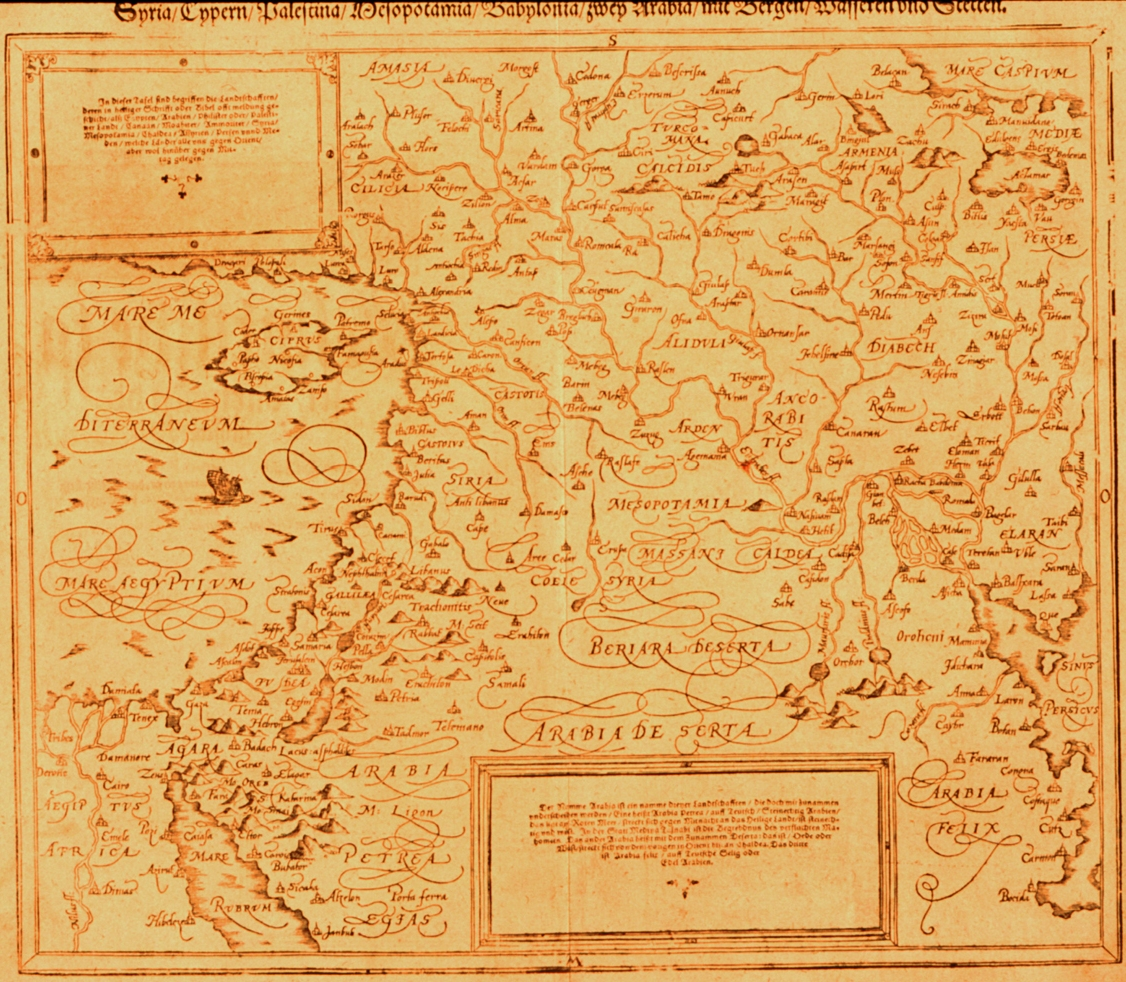
نقشه‌ای که سباستین مونستر در سال ۱۵۸۸ میلادی رسم کرده، «خلیج فارس».
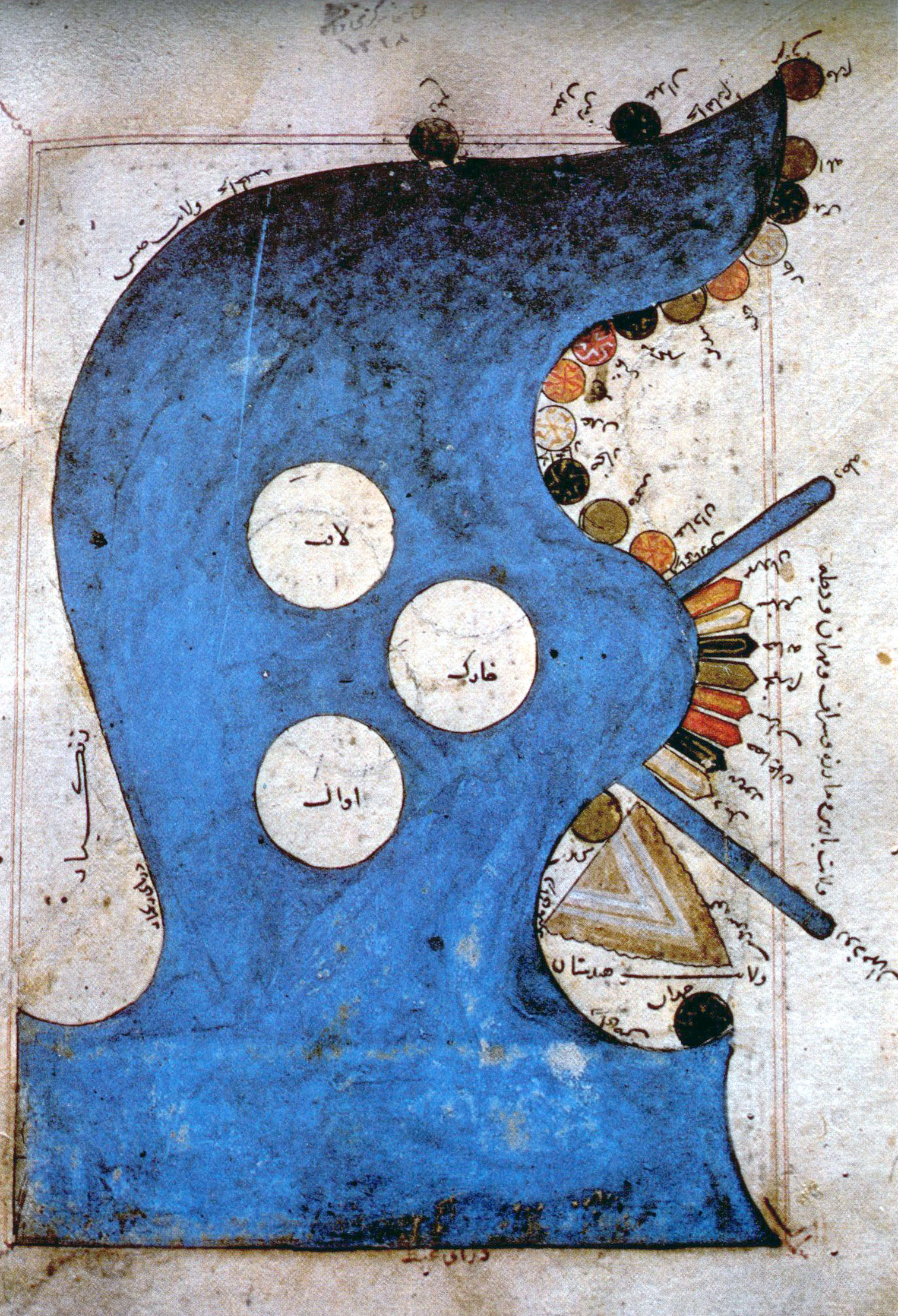
نقشه‌ای که توسط اصطخری در دوران طلایی اسلام ترسیم شده است.
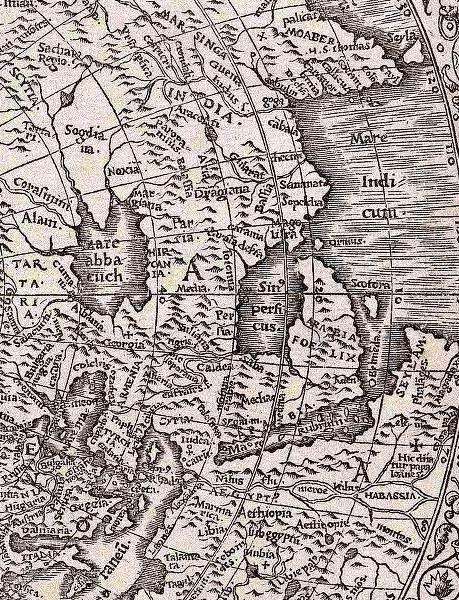
نقشه‌ای اروپایی از سال ۱۵۳۱ میلادی .
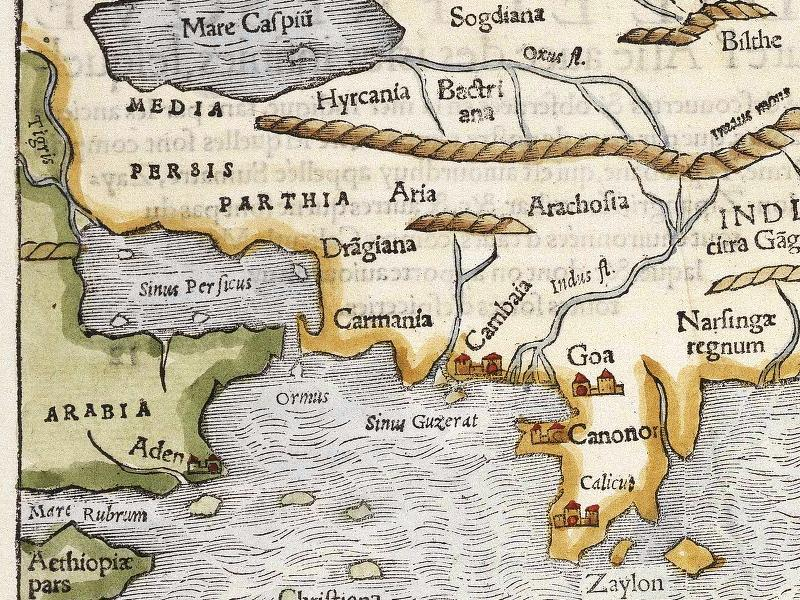
نقشه‌ای فرانسوی از سال ۱۵۴۰ میلادی .
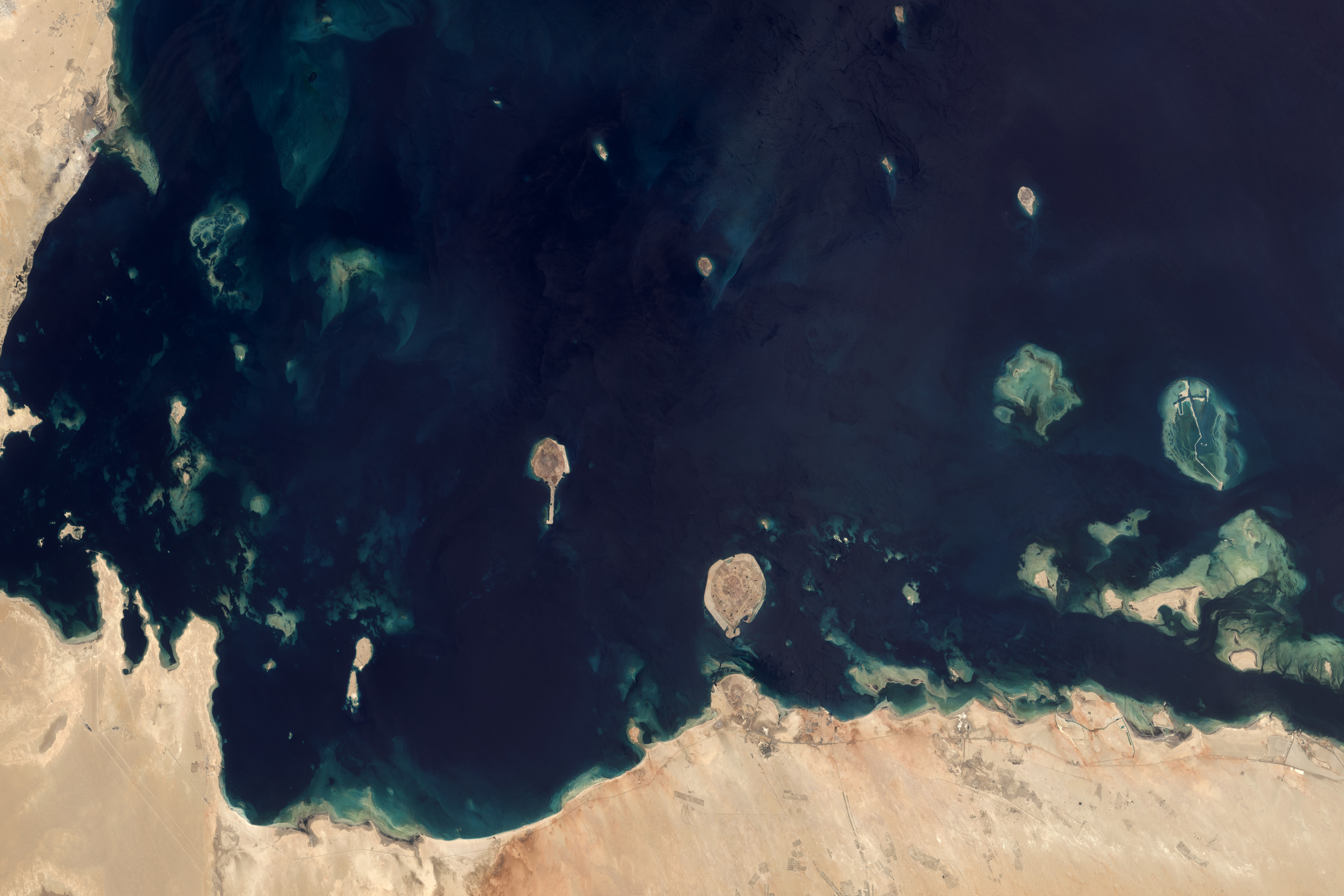
تپه‌های مرجانی
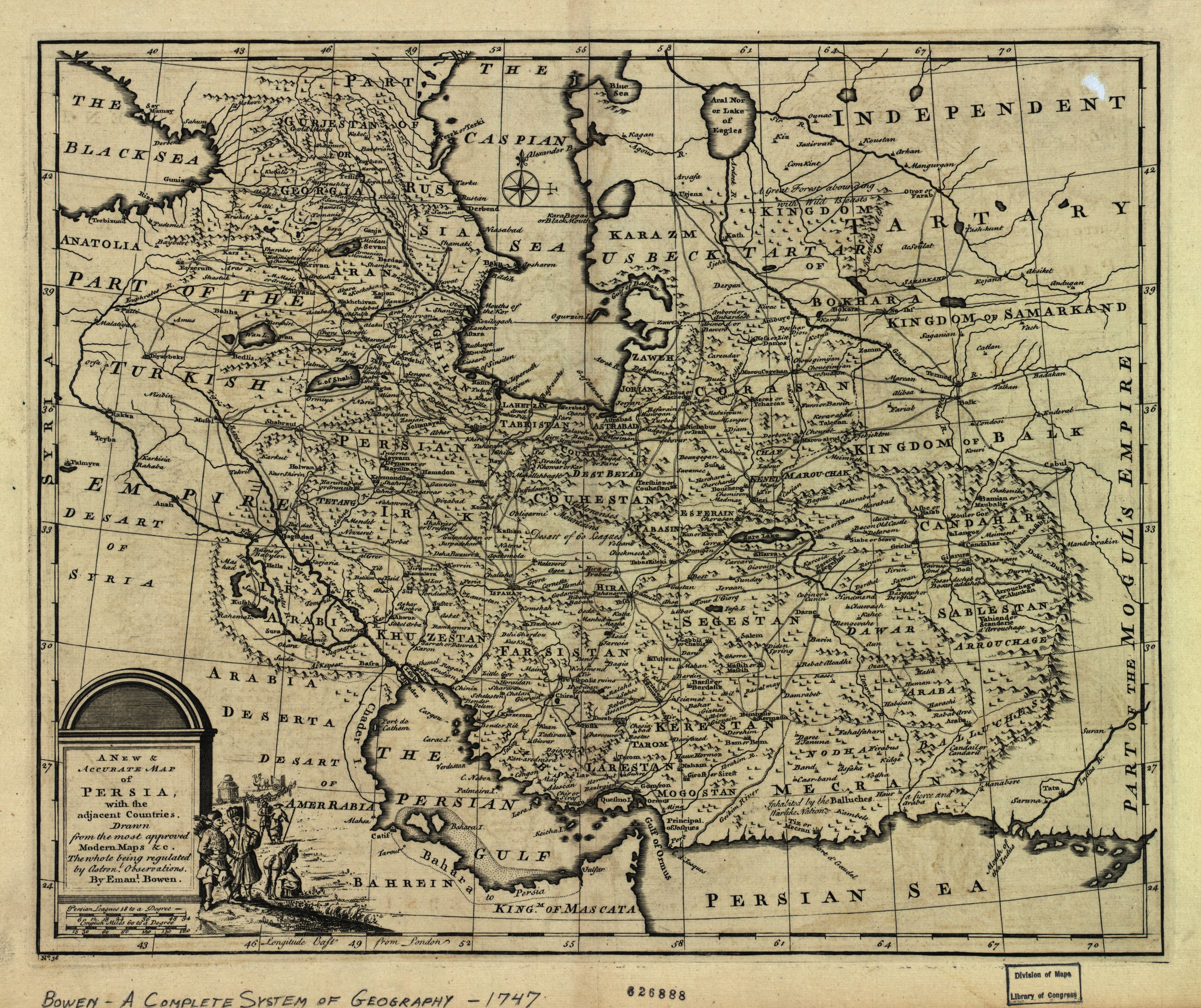
نقشهٔ امپراطوری ایران، ۱۱۲۶ خورشیدی، نقشهٔ چاپ شده در لندن. ۱۷۴۷ م. «Persian Gulf» و به جای دریای عمان «Persian Sea» نوشته شده است.
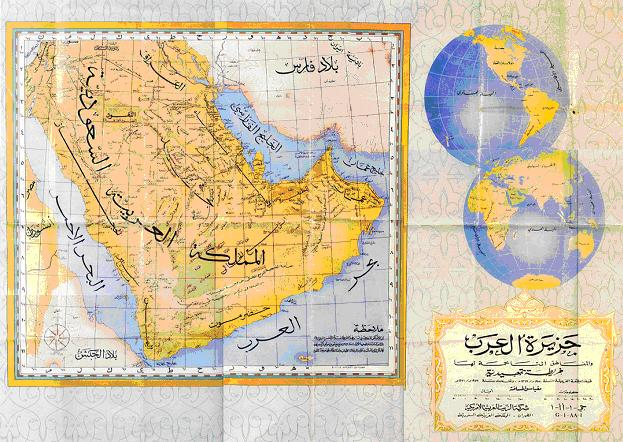
نقشه عربستان سعودی مربوط به سال ۱۹۵۲ میلادی خلیج الفارسی را نشان می‌دهد.
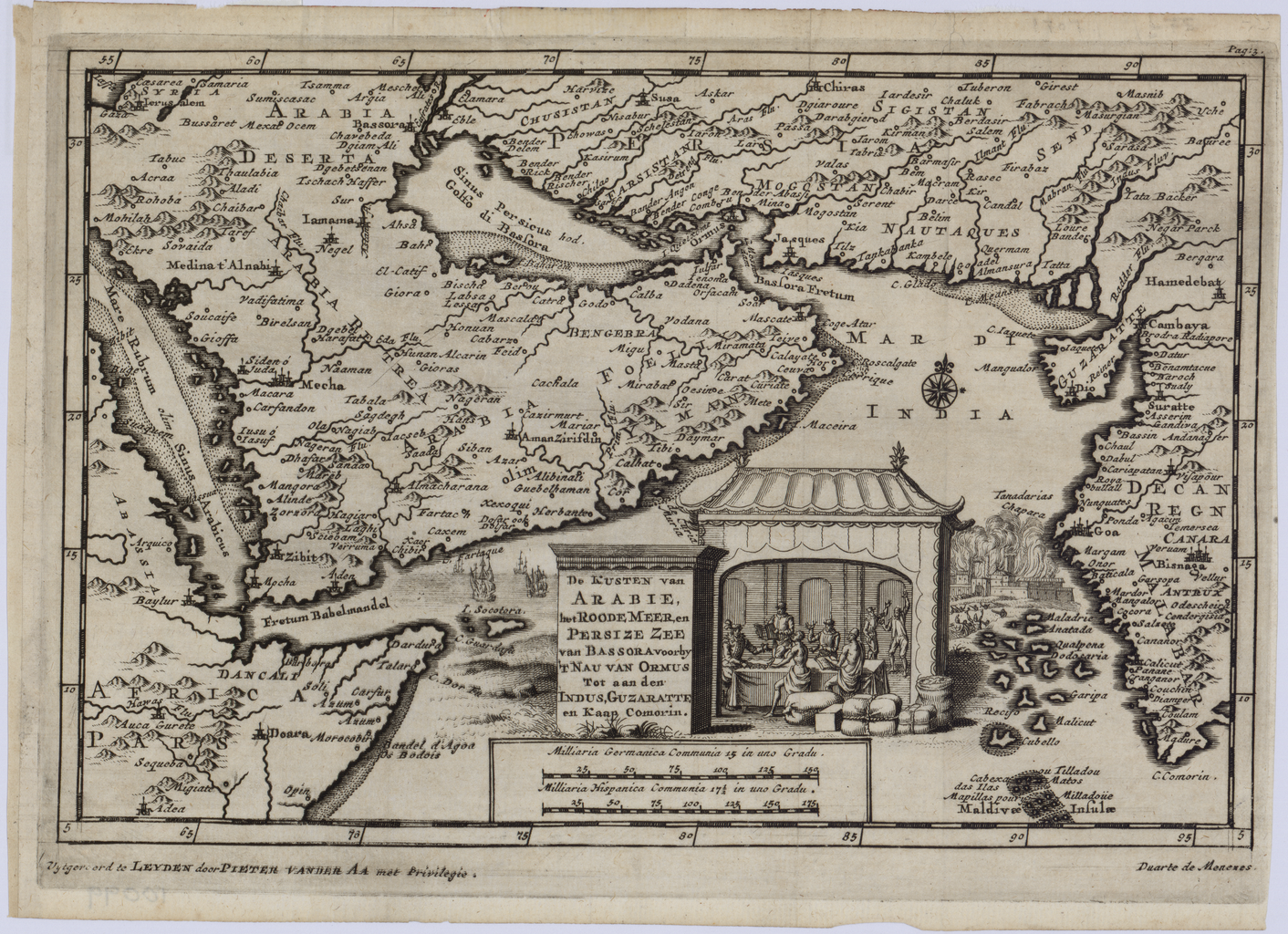
نقشهٔ هلندی .
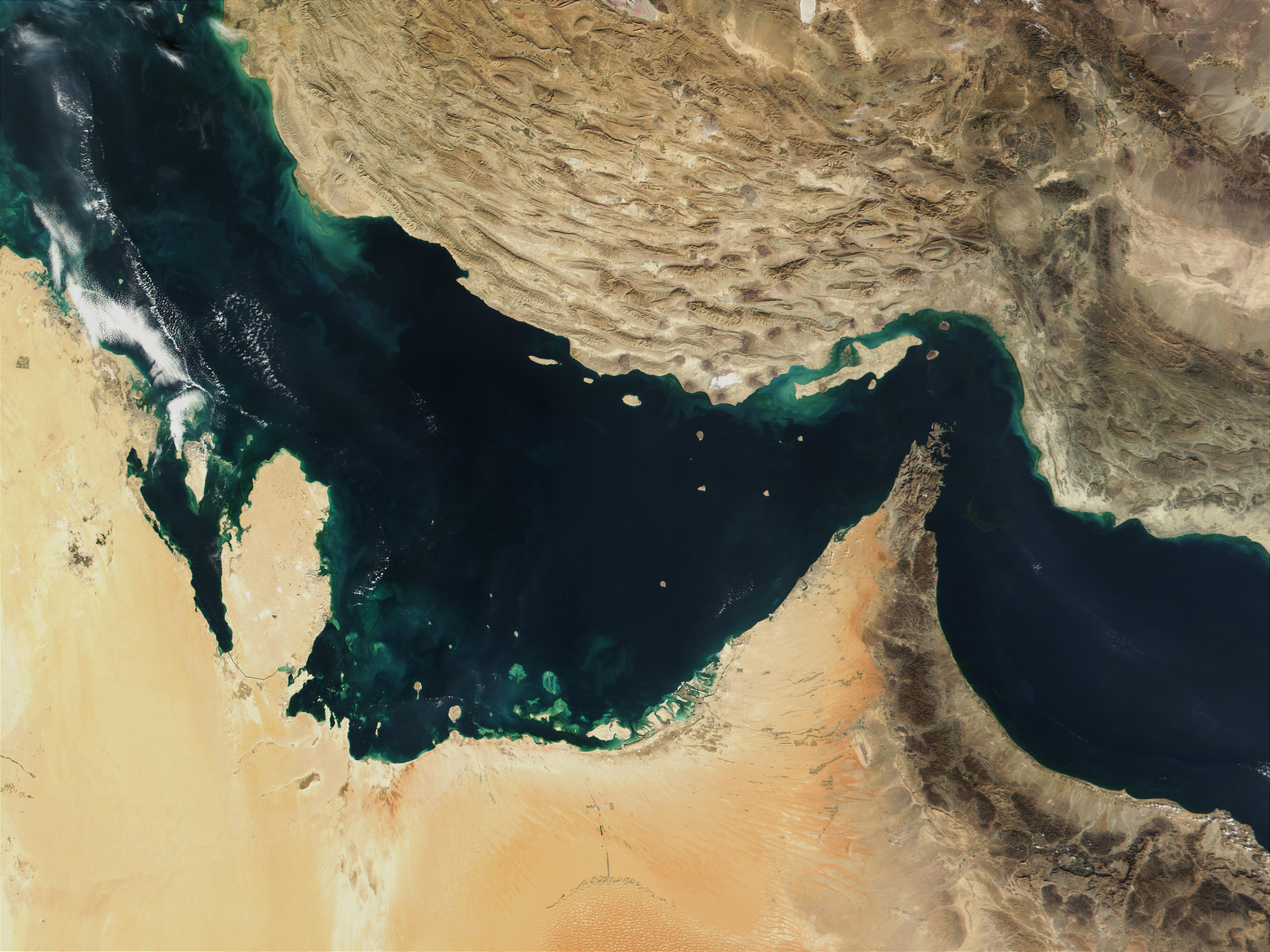